# Bastav
Bastav es un pueblo ubicado en la municipalidad de Osečina, en el distrito de Kolubara, Serbia.

## Superficie
Posee una superficie de 12,89 kilómetros cuadrados.

## Demografía
Hasta 2011 la población era de 474 habitantes, con una densidad de población de 36,76 habitantes por kilómetro cuadrado.